# هاينز فيرنر (أستاذ جامعي)
هاينز فيرنر (بالألمانية: Heinz Werner)‏ هو عالم نفس أمريكي ونمساوي، ولد في 11 فبراير 1890 في فيينا في النمسا، وتوفي في 14 مايو 1964 في ورسستر في الولايات المتحدة.